# Billy Gilbert
William "Billy" Gilbert (12 de setembro de 1894 - 23 de setembro de 1971) foi um comediante e ator americano conhecido por seus espirros rotineiros cômicos.

## Carreira

### Primeiros anos de vida e carreira no Vaudeville
Nascido William Gilbert Barron em Louisville, Kentucky, filho de cantores no Metropolitan Opera, ele começou a trabalhar no vaudeville com 12 anos.

### Grande chance no cinema
Gilbert foi visto por Stan Laurel, que estava na plateia do show de Gilbert Sensations of 1929. Laurel foi aos bastidores para conhecer Gilbert e ficou tão impressionado com ele que o apresentou ao produtor Hal Roach. Gilbert foi empregado como um escritor de piadas, ator e diretor, e com 35 anos, ele apareceu em seu primeiro filme para a Fox Film Corporation em 1929.
Gilbert invadiu os curtas de comédia com o estúdio Vitaphone em 1930 (ele aparece sem faturamento na comédia de Joe Frisco, The Happy Hottentots, recentemente restaurado e lançado em DVD). O corpo robusto de Gilbert e sua voz rouca fez dele um bom vilão cômico.
Uma de suas rotinas era progressivamente ir ficando cada vezs mais animado ou nervoso por alguma coisa, e sua fala fazia espasmos faciais, culminando com um grande e barulhento espirro. Ele usou esse gesto com tanta freqüência que Walt Disney pensou nele imediatamente enquanto escolhia a voz de Atchim, em Branca de Neve e os Sete Anões. Gilbert e Disney viriam a trabalhar juntos novamente em Mickey e o Pé de Feijão, com Gilbert dublando o Gigante Willie de uma forma muito semelhante à de Atchim.

### Últimos anos
Gilbert também trabalhou na televisão nos anos 1950, incluindo um esboço pantomima memorável com Buster Keaton. Ele aparecia regularmente no programa infantil com Andy's Gang, com Andy Devine. Aposentou-se da tela em 1962, após sua aparição no longa Five Weeks in a Balloon.

### Morte
Billy Gilbert morreu de um derrame em 23 de setembro de 1971, em Hollywood. Ele foi enterrado no Cemitério Odd Fellows, em Los Angeles. Apesar de seus restos mortais terem sido espalhados em seus jardins de rosas, uma placa nunca foi erguida com seu nome.

## Vida Pessoal
Após um primeiro casamento infeliz, Gilbert casou com Ella McKenzie em 1938. Ela aparecia como uma ingênua em curtas de comédias. O companheiro astro de filmes Charley Chase foi o padrinho.

## Legado
Por sua contribuição à indústria do cinema, Billy Gilbert tem uma estrela na Calçada da Fama de Hollywood, em 6263 Hollywood Blvd.